# 영구와 땡칠이 3
"영구와 땡칠이 3 - 영구 람보"(Young-Gu And Ddaeng-Chil - Young-Gu Rambo)는 한국에서 제작된 김주희 감독의 1990년 가족, 코미디, 액션 영화이다. 심형래 등이 주연으로 출연하였고 유광재 등이 제작에 참여하였다.

## 출연

### 주연
- 심형래 - 송영구 역

### 조연
- 이경미
- 서원섭
- 권오창
- 김의환
- 박승대
- 한명구
- 길달호
- 강영철
- 박용팔
- 남정희
- 손전
- 정연장
- 정봉연
- 황의노
- 신찬일
- 이종희
- 서평석
- 최근재
- 노민수

## 기타
- 제작실장: 임송천
- 제작부장: 허강식
- 촬영부: 신양균
- 촬영부: 양범식
- 촬영부: 유재환
- 촬영부: 김민
- 조명: 손달호
- 조명부: 이강산
- 조명부: 최석재
- 조명부: 안형준
- 그립: 전승열
- 조연출: 박원석
- 연출부: 서동주
- 연출부: 손봉성
- 붐어시스턴트: 이성근
- 미술: 유중정
- 특수효과: 한룡
- -무술감독: 장동일
- 분장: 박혜정
- 의상: 권유진
- 애니메이션: 심상일
- 일러스트: 임종우
- 효과: 양대호